# Ženy ve Vatikánu

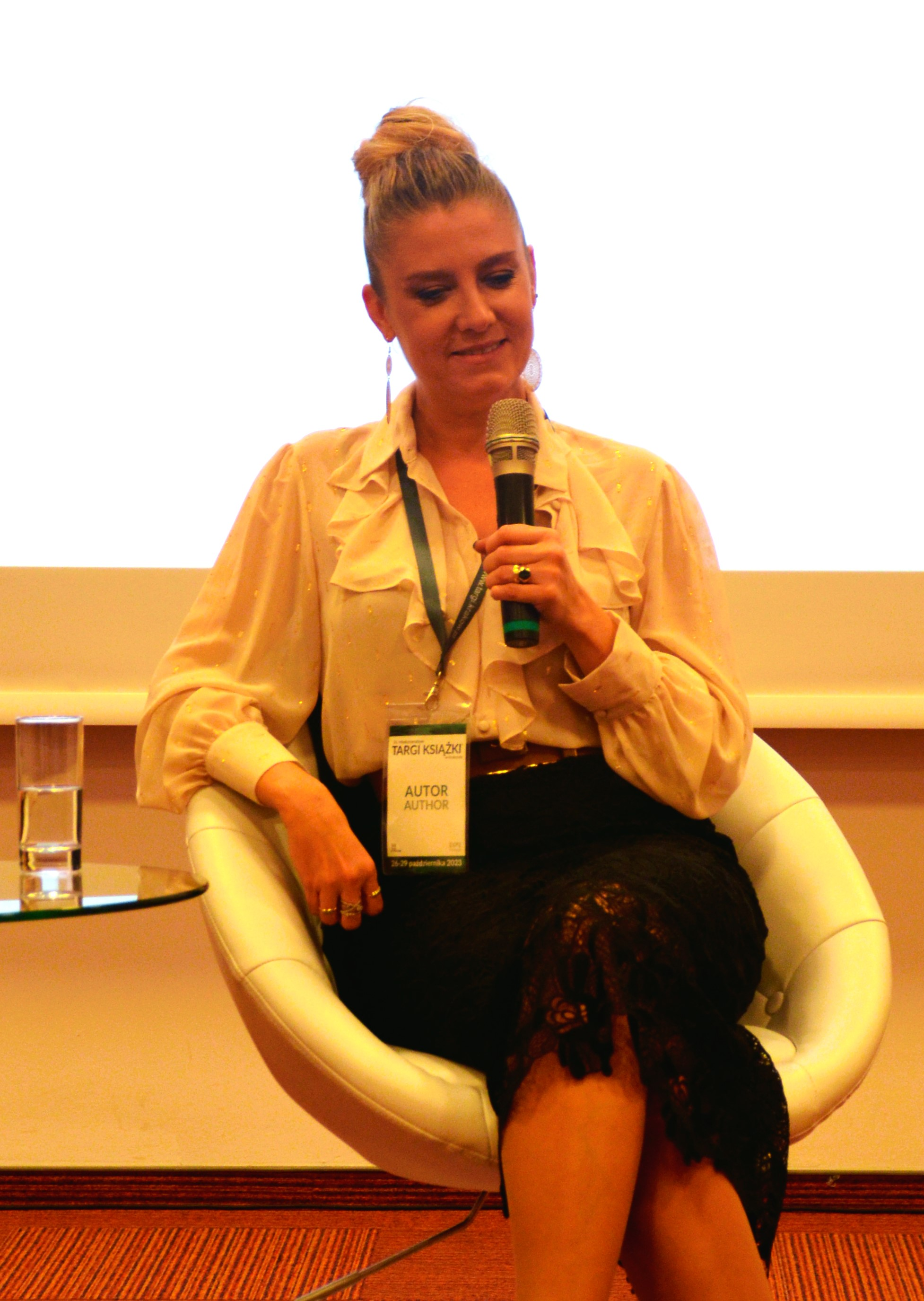
Polská překladatelka a novinářka Magdalena Wolińska-Riedi má vatikánské občanství na základě sňatku s příslušníkem Švýcarské gardy

Ženy tvoří přibližně 5,5 % občanů městského státu Vatikán. 
Podle listu Herald Sun v březnu 2011 bylo z celkového počtu 572 občanů vlastnících vatikánský pas pouze 32 žen. Jedna z nich byla jeptiška. Přibližně 30 žen, žijících ve Vatikánu bylo uváděno i v roce 2013 a 2018. Většina z nich pocházela z Itálie, dále jsou zmíněny dvě jihoamerické ženy, dvě Polky a tři Švýcarky.

## Ženy jako občanky Vatikánu
Vatikánské občanství mohou ženy (křtěné římské katoličky) získat zejména skrze sňatek s rezidentem. Od počátku pontifikátu papeže Františka však stoupá počet žen, které jsou samy přímo zaměstnankyněmi Vatikánu nebo Svatého stolce a mohou se stát občankami. Jejich občanství však trvá – stejně jako u mužů – pouze po dobu pobytu (zaměstnání) ve Vatikánu.
Mezi ženami, které měly občanství ve Vatikánu, byla v roce 2011 jedna armádní důstojnice, dvě učitelky (jedna středoškolská, druhá v mateřské škole) a jedna akademička.
Jednou z žen žijících ve Vatikánu, byla též dcera zdejšího elektrikáře, která se později vdala a ztratila tak rezidenční právo. Další ženou trvale žijící ve Vatikánu byla polská překladatelka Magdalena Wolińska-Riedi, manželka jednoho ze švýcarských gardistů.

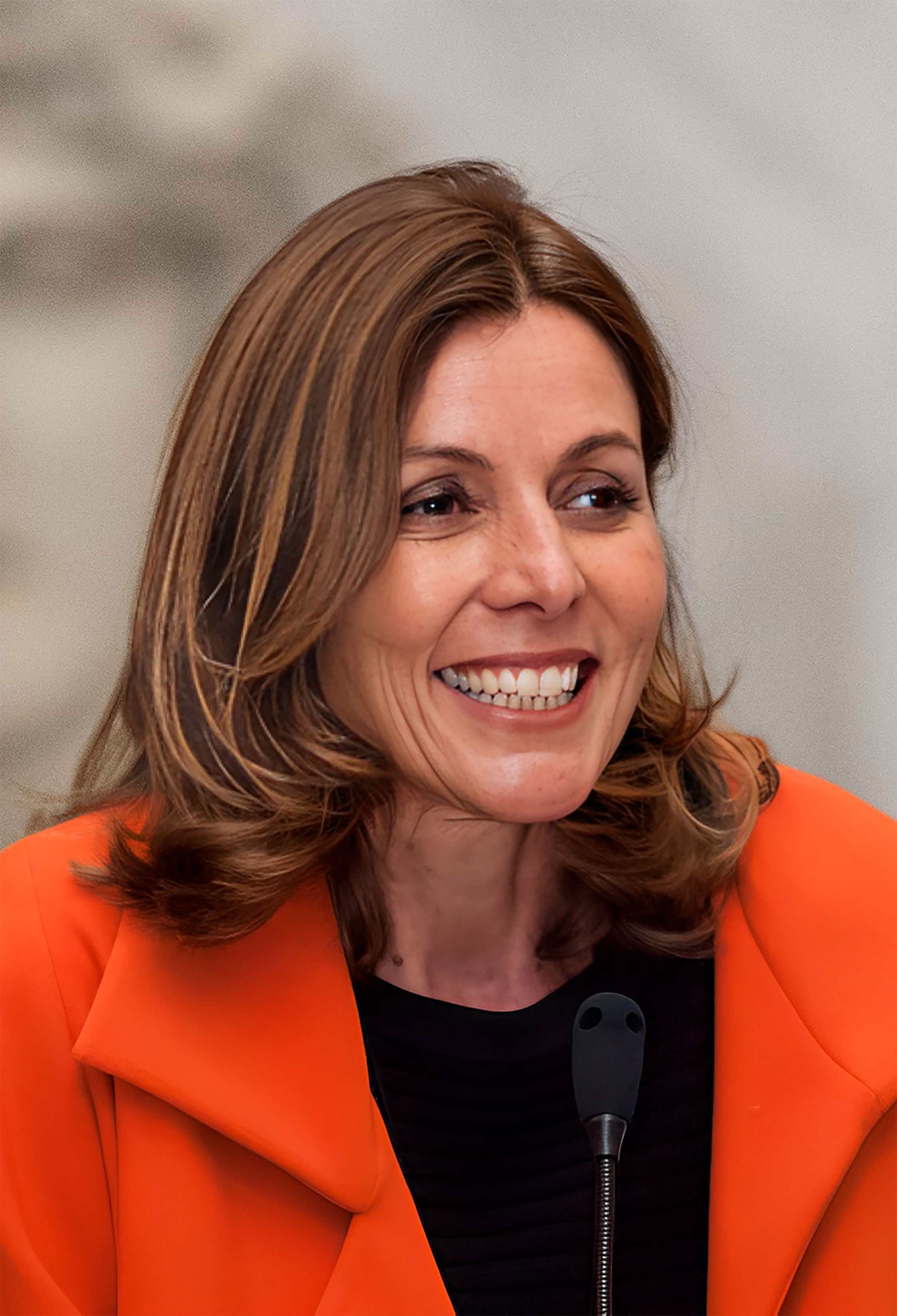
Ředitelka Vatikánských muzeí Barbara Jatta

## Ženy jako zaměstnankyně
Od počátku 21. století stoupá podíl žen, pracujících pro Vatikánský městský stát nebo Svatý stolec. Jejich počet pomalu rostl již během pontifikátů papeže Jana Pavla II. a Benedikta XVI., například německá hudebnice Ingrid Stampa se stala jednou z pomocných redaktorek a důvěrnou poradkyní papeže Benedikta XVI. Nejvýraznější změny se však odehrávají v době papeže Františka.
21. dubna 2013 deník Daily Telegraph oznámil, že papež František jmenuje více žen na klíčové pozice ve státní správě. V letech 2013 – 2023 se počet zaměstnankyň Vatikánu a Svatého stolce zvýšil z původních 846 na 1165 osob, jež představují 23,4 % všech pracujících. Většina žen přitom zastává pozice, vyžadující vyšší kvalifikaci s akademickým titulem.
Roku 2016 byla italská historička umění Barbara Jatta jmenována ředitelkou Vatikánských muzeí. Od roku 2019 je zástupkyní ředitele tiskového úřadu Svatého stolce brazilská novinářka Cristiane Murray.
V roce 2021 jmenoval papež italskou řeholnici Allessandru Smerilli do funkce tajemnice Dikasteria pro službu integrálnímu lidskému rozvoji a Francouzku Nathalii Becquart na pozici podtajemnice biskupské synody.   Španělská řeholnice Nuria Calduch-Benages byla v témže roce jmenována tajemnicí Papežské biblické komise, která je součástí Dikasteria pro nauku víry.
Roku 2022 byla argentinská profesorka teologie Emilce Cuda zvolena tajemnicí Papežské komise pro Latinskou Ameriku, zatímco italská řeholnice Raffaella Petrini se ujala funkce generální tajemnice Governatorátu státu Vatikán.
Papež František také v textu apoštolské konstituce Praedicate Evangelium z roku 2022 umožnil, aby se prefekty dikasterií mohli stát nejen kardinálové a arcibiskupové, ale též laici (a tedy i ženy).

## Práva žen
Ačkoliv ženy nejsou ve Vatikánu cíleně diskriminované, vzhledem ke zvláštnímu charakteru státu nemají stejná práva jako muži, v minulosti si například nemohly otevřít bankovní účet. Během pontifikátu papežů Jana Pavla II., Benedikta XVI. a Františka se situace začala měnit i v souvislosti s pronikáním žen do státní správy. Ženy však stále nemohou přijímat kněžské nebo biskupské svěcení, nemohou tudíž zastávat některé významné úřady, volit papeže nebo být samy zvoleny. Od roku 2023 zasedá v biskupské synodě pět žen, které mají hlasovací právo a mohou se tak podílet na chodu církve.

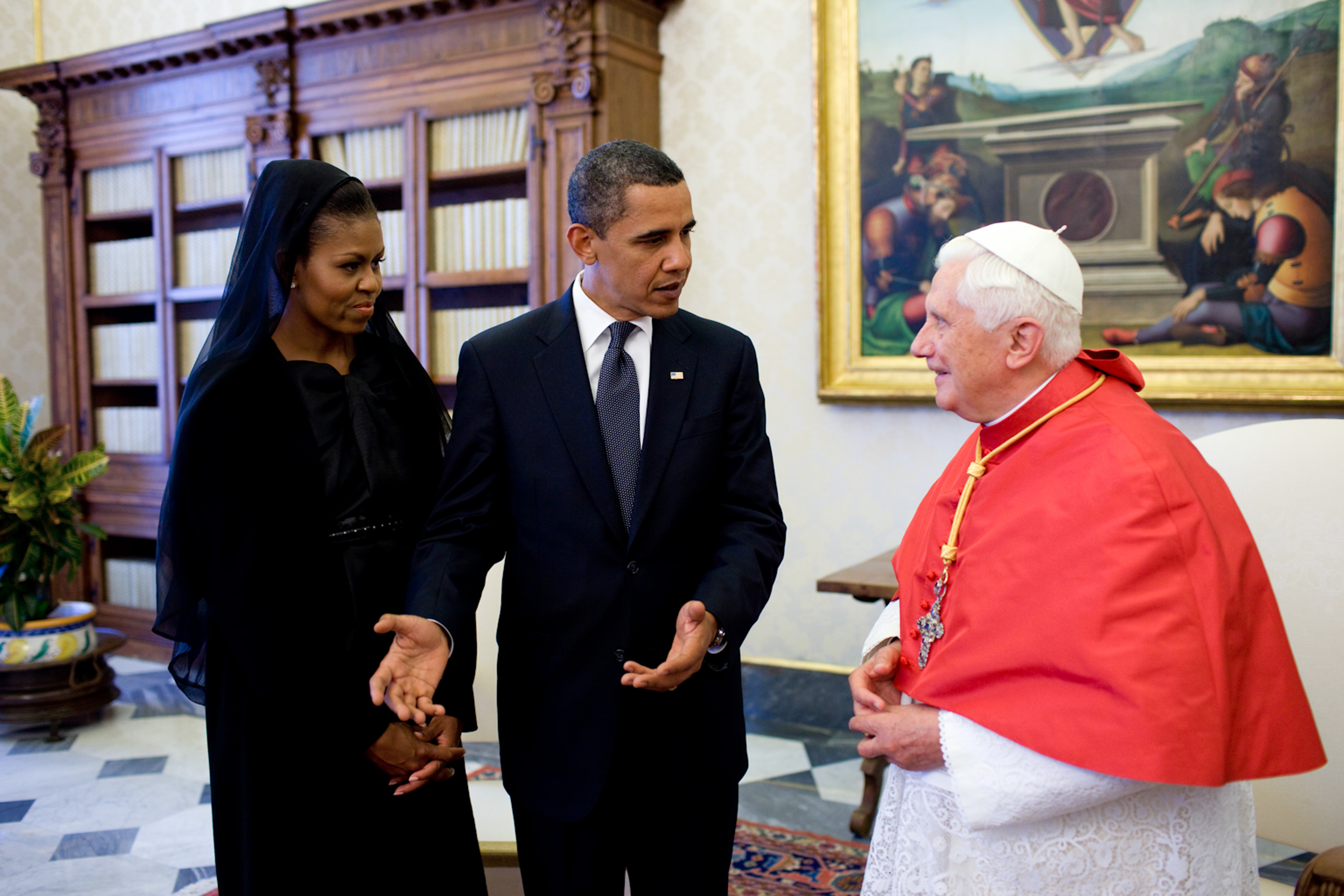
Benedikt XVI. 10. července 2009 přijal ve Vatikánu amerického prezidenta Baracka Obamu a první dámu Michelle Obamovou.

Všechny ženy, žijící a pracující ve Vatikánu, musí být – stejně jako muži – katolického vyznání (s výjimkou uprchlíků). Mohou se svobodně vzdělávat a pracovat, a to i na území Itálie, pokud nejsou zaměstnány přímo ve Vatikánu.

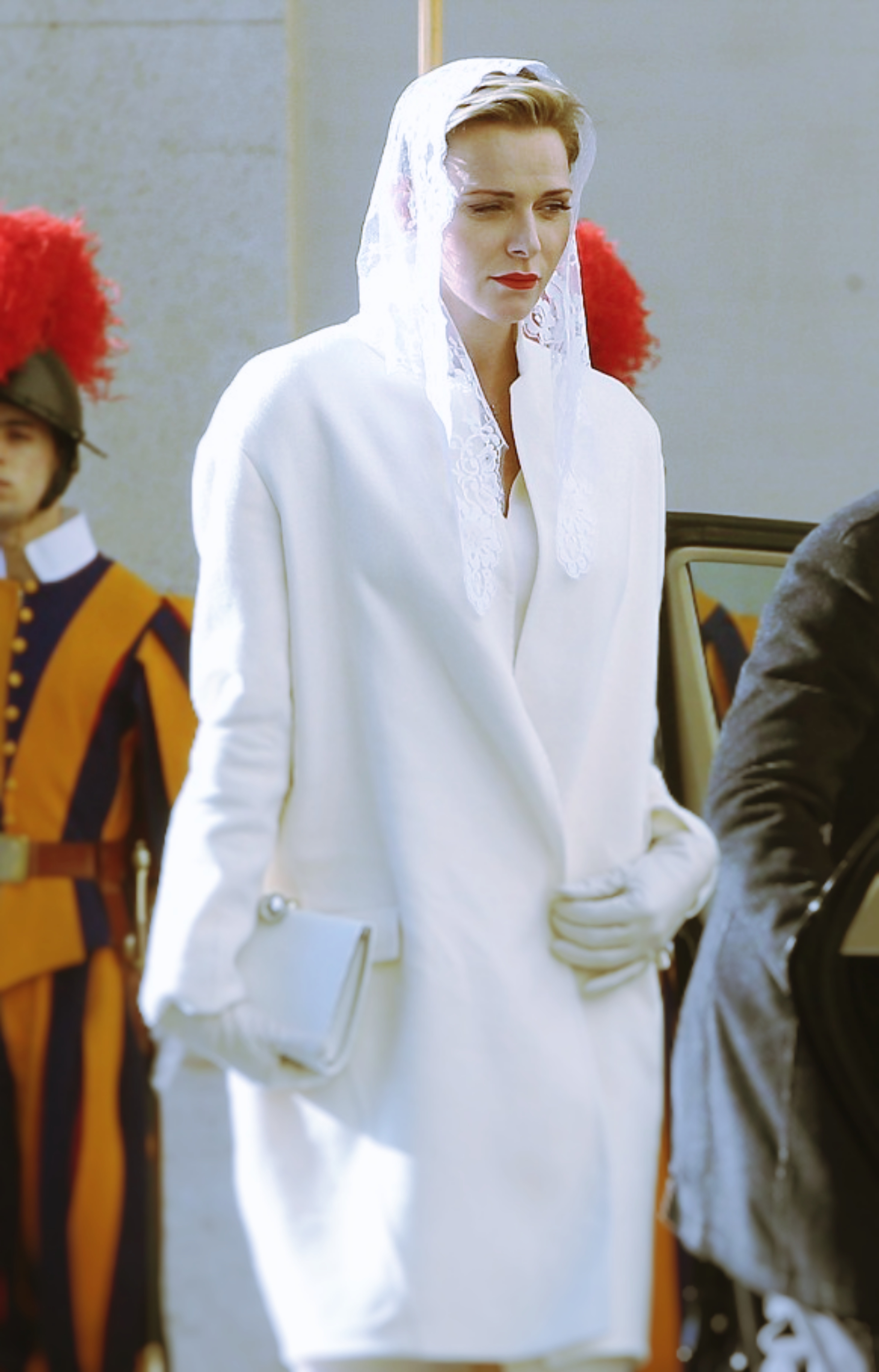
Monacká kněžna Charlene při oficiální návštěvě Vatikánu uplatňuje tzv. Privilegium bílé

### Oděv
Při běžném pohybu po území Vatikánu, při návštěvě baziliky svatého Petra, Sixtinské kaple nebo Vatikánských muzeí nejsou kladeny nároky na zvláštní oděv, pouze se u žen i u mužů očekává decentní oblečení, zakrývající ramena a nohy pod kolena.
Formálnější je dress code pro oficiální papežské audience. Vyžadovány jsou dlouhé černé šaty s dlouhými rukávy a pokrývka hlavy, tvořená dlouhým černým závojem. Pouze ženy z několika katolických panovnických rodů (např. královny Španělska či Belgie nebo monacká kněžna) mohou před papeže předstoupit v bílých šatech (tzv. Privilegium bílé).

### Rozvod
Vatikán je jedním ze dvou suverénních států, které neumožňují rozvod (druhým jsou Filipíny). Rozluka je přípustná pouze v případě, kdy je předchozí manželství anulováno (prohlášeno za neplatné) při splnění přísných podmínek kanonického práva.

### Potrat
Zákony Vatikánu se řídí kanonickým právem katolické církve, proto je potrat podle kánonu 1397 nepřípustný. Tolerován je pouze nepřímý potrat jako důsledek léčby matky (např. mimoděložní těhotenství, rakovina), kdy smrt plodu, ačkoliv je předvídána, není záměrná. V případě cíleného potratu je uplatňována automatická exkomunikace.

## Donne in Vaticano
V září 2016 vatikánské úřady schválily vytvoření čistě ženského sdružení Donne in Vaticano (česky Ženy ve Vatikánu). Členkami sdružení jsou současné i bývalé zaměstnankyně Vatikánského městského státu, Svatého stolce a institucí s ním spojených. Zakladatelkou je novinářka Tracey McClureová, v čele sdružení stojí socioložka Margherita Maria Romanelli.
Vatikánský deník L'Osservatore Romano také od května 2012 vydává měsíčník Donne Chiesa Mondo (česky Svět ženské církve), věnující se ženským otázkám.